# 5381 Sekhmet
5381 Sekhmet là một tiểu hành tinh Aten bay thỉnh thoảng gần Mặt Trời hơn Trái Đất. Nó được phát hiện ngày 14 tháng 5 năm 1991 bởi Carolyn Shoemaker ở đài thiên văn Palomar. Nó được đặt theo tên Sekhmet, vị thần chiến tranh Ai Cập.